# Ropice
Ropice (in polacco Ropica, in tedesco Roppitz) è un comune della Repubblica Ceca facente parte del distretto di Frýdek-Místek, nella regione della Moravia-Slesia.